# De andres liv
De andres liv (originaltitel: Das Leben der Anderen) er en tysk film fra 2006 af instruktøren Florian Henckel von Donnersmarck. 
"Das Leben der Anderen" handler om en Stasiagents forvandling fra kynisk Stasimedarbejder til et følende menneske. Hovedrollen spilles af Ulrich Mühe. Filmen er en af mange film der omhandler livet i DDR, Deutsche Demokratische Republik. 
I filmen møder vi Gerd Wiesler, en dedikeret politiofficer i Stasi, som får til opgave at overvåge forfatteren og skuespilinstruktøren, Georg Dreyman. Overvågningen er blevet beordret af den højtstående minister Hempf, der har forelsket sig i Dreymans kæreste Christa-Maria Sieland, og som derfor have Dreyman ryddet af vejen. Hvis ikke Wiesler finder noget på Dreyman, så bliver han fyret og tvinges derved til at være korrupt. Det kan Wiesler ikke leve med, da det er imod hans idealer. 
Under overvågningen af Dreyman og hans kæreste går det langsomt op for Wiesler, hvad han går glip af i livet og skifter livssyn i takt med, at han indirekte påvirkes af Dreymans syn på verden. Dreyman påbegynder arbejdet på en artikel, der kunne blive knusende for det autoritære styres omdømme, og nu er det op til Wiesler at tage en beslutning om, hvilken side han er på...

## Priser
Filmen har vundet et stort antal priser, herunder en Oscar for bedste udenlandske film for 2006 og en Bodil for bedste ikke-amerikanske film samme år.